# Монча
Монча (рус. Монча) река је која протиче преко територије Кољског рејона и Мончегорског округа у централном делу Мурманске области, на крајњем северозападу Русије. Притока је ледничког језера Имандре преко ког је повезана са басеном реке Ниве, односно са басеном Белог мора.
Свој ток започиње као отока маленог безименог језера на надморској висини од 450 метара, тече у смеру запада и Улива се у Имандру након 86 km тока. Површина сливног подручја реке Монче је око 1.580 km². Протиче преко подручја обраслог гушћим шумама, а њене обале су местимично замочварене. У горњем делу тока позната је под именом Ољче (рус. Ольче), у средњем као Куцкољ (рус. Куцколь), а у доњем делу тока као Монча. На њеним обалама лежи град Мончегорск.